# La última lucha
Pour plus de détails, voir Fiche technique et Distribution.
La última lucha est un film mexicain réalisé par Julián Soler, sorti en 1959.

## Fiche technique
- Titre : La última lucha
- Réalisation :	Julián Soler
- Assistant-réalisateur : Manuel Muñoz
- Scénario :  Ulyses Petit de Murat, Julio Porter
- Photographie : Víctor Herrera
- Montage : Juan José Marino
- Musique : Antonio Díaz Conde
- Direction artistique : Jorge Fernández
- Décors :
- Costumes :
- Son :
- Casting : Miguel Ángel Garrido
- Producteur : Wolf Ruvinskis, Gregorio Walerstein
- Société de production :  Cinematográfica Filmex S.A.
- Société de distribution :
- Pays d'origine :   Mexique
- Langue de tournage : Espagnol
- Format : Noir et blanc — 35 mm — 1,37:1 — Son : Mono
- Genre : Film dramatique, Film d'action
- Durée : 90 minutes (1 h 30)
- Dates de sortie :
  -  Mexique : 12 novembre 1959

## Distribution
- Carlos Martínez Baena : Guillermo
- Wolf Ruvinskis : Lobo
- Martha Mijares : Laura
- Rosa Carmina : Delia
- Fernando Fernández : Martín
- Luis Aragón : Medina
- Alex Romano : Alex
- Guillermo Hernández : Martillo
- Cavernario Galindo : Cavernario
- Roberto Ramírez Garza : Pepe
- Rito Romero : Rito Romero
- Roger López : El rayo
- Juan José Martínez Casado : un agent de police
- José Muñoz : un agent de police
- Rosa María Moreno : l'épouse de Martín
- Ángel Fernández :
- Ricardo Adalid : le promoteur de théâtre (non crédité)
- Lourdes Azcarraga : Alicia (non créditée)
- Stephen Berne : l'ami de Martillo (non crédité)
- Federico González : un spectateur de lutte (non crédité)
- Leonor Gómez : le vendeur de tacos (non créditée)
- Elodia Hernández :la maman d'Alex (non créditée)
- Carlos León : l'acteur sur scène (non crédité)
- Rubén Márquez : un spectateur de lutte (non crédité)
- Pepe Nava : un spectateur de lutte (non crédité)
- Antonio Padilla 'Pícoro' : le commentateur (non crédité)
- Jorge Russek  : l'amant de Delia (non crédité)